# Guglielmo Scilla
 (mai 2012).
Si vous disposez d'ouvrages ou d'articles de référence ou si vous connaissez des sites web de qualité traitant du thème abordé ici, merci de compléter l'article en donnant les références utiles à sa vérifiabilité et en les liant à la section « Notes et références ».
Guglielmo Scilla(né le 26 novembre 1987 à Rome) est un acteur et écrivain italien.

## Biographie
Guglielmo Scilla est devenu célèbre comme Willwoosh dans son profile de YouTube.

## Filmographie
- Una canzone per te, de Herbert Simone Paragnani (2010)
- Matrimonio a Parigi, de Claudio Risi (2011)
- 10 regole per fare innamorare, de Cristiano Bortone (2012)

### Internet
- Freaks !, de Claudio Di Biagio y Matteo Bruno (2011-2012)

### Télévision et radio
- A tu per Gu, Radio Deejay (2011-2012)
- 30 gradi di separazione, Deejay TV (2012)

## Livres
- 10 regole per fare innamorare avec Alessia Pelonzi (Kowalski editore, 2012)[2]